# Municipio de Land (Dakota del Norte)
El municipio de Land (en inglés: Land Township) es un municipio ubicado en el condado de McHenry en el estado estadounidense de Dakota del Norte. En el año 2010 tenía una población de 37 habitantes y una densidad poblacional de 0,41 personas por km².

## Geografía
El municipio de Land se encuentra ubicado en las coordenadas 47°53′54″N 100°31′54″O / 47.89833, -100.53167. Según la Oficina del Censo de los Estados Unidos, el municipio tiene una superficie total de 90.05 km², de la cual 88,99 km² corresponden a tierra firme y (1,17 %) 1,05 km² es agua.

## Demografía
Según el censo de 2010, había 37 personas residiendo en el municipio de Land. La densidad de población era de 0,41 hab./km². De los 37 habitantes, el municipio de Land estaba compuesto por el 100 % blancos. Del total de la población el 0 % eran hispanos o latinos de cualquier raza.